# José María Sarget y Lillo
José María Sarget y Lillo (Oriola, 30 de juliol de 1849 - 17 de novembre de 1909) fou un metge i polític valencià, president de la Diputació d'Alacant durant la restauració borbònica.
De família benestant, en 1867 va aprovar les oposicions al Cos de Duanes. El 1873 es doctorà en farmàcia a la Universitat Central de Madrid amb la tesi Las sustancias grasas. El 1879 es llicencià en medicina a la Universitat de València i tornà a Oriola, on hi va exercir la medicina i el 1883 va formar part de la Junta de Sanitat de l'ajuntament. Alhora va col·laborar en la premsa local, als diaris El Cisne, El Día i La Iberia. Interessat des de ben jove per la política, inicialment va militar al Partit Democràtic Progressista i després al Partit Liberal Fusionista de la mà de Trinitario Ruiz Capdepón, amb el que el 1888 fou elegit regidor municipal i el 1892, 1894 i 1898 diputat provincial pel districte d'Oriola-Dolors. Fou president de la Diputació d'Alacant de 1898 a 1899. El 1908 va ser Jutge Privatiu d'Aigües de la Vega Baixa del Segura. També va col·laborar a societats científiques i fins i tot va escriure poesia, participant en els Jocs Florals. Té un carrer dedicat a Oriola.

## Obres
- Siluetas de ideas (1893)